# Confidencias
Confidencias to dwudziesty czwarty album studyjny meksykańskiego piosenkarza Alejandro Fernándeza, opublikowany 27 sierpnia 2013 roku. Krążek zawiera duety z Christiną Aguilerą, Rodem Stewartem oraz ojcem wykonawcy, Vicente Fernándezem. Duet z Aguilerą, "Hoy tengo ganas de ti", wydany został jako pierwszy singel w maju 2013; promował jednocześnie serial telewizyjny Burza (La Tempestad). Utwór został przebojem w Meksyku, Hiszpanii, Kolumbii i Wenezueli. Sam album zajął miejsce dziewiętnaste listy Billboard 200 oraz pierwsze notowania Top Latin Albums.

## Lista utworów
- 1. "Te quiero, te quiero"
- 2. "A pesar de todo"
- 3. "Cóncavo y convexo"
- 4. "Hoy tengo ganas de ti" (feat. Christina Aguilera)
- 5. "Procuro olvidarte"
- 6. "Porque te vas"
- 7. "Nobody Knows You When You're Down and Out" (feat. Rod Stewart)
- 8. "Cenizas"
- 9. "Desahogo"
- 10. "Me olvidé de vivir" (feat. Vicente Fernández)
- 11. "Olvidarte"

Deluxe edition:
- 12. "Hoy tengo ganas de ti (wykonanie solowe)
- 13. "Me olvidé de vivir" (wykonanie solowe)
- 14. "Te soñé"

## Pozycje na listach przebojów
| Kraj/region       | Notowanie (2013) | Wydawca   | Najwyższa pozycja |
| ----------------- | ---------------- | --------- | ----------------- |
| Stany Zjednoczone | Billboard 200    | Billboard | 19                |
| Stany Zjednoczone | Top Latin Albums | Billboard | 1                 |